# Saguinus
O gênero Saguinus é um táxon de primatas sul-americanos da família Cebidae e subfamília Callitrichinae. Suas espécies são conhecidas popularmente por sagui e ocorrem na bacia Amazônica, noroeste da Colômbia e sul do Panamá e nas Guianas.

## Taxonomia e Evolução
O gênero é um grupo monofilético, e aparentemente, é mais relacionado a gênero Leontopithecus. Diversos dados moleculares corroboram com a hipótese, sugerindo Saguinus compartilha um ancestral comum com os mico-leões, mas não é muito claro se compartilha com Callimico também.
Atualmente, muitas subespécies de Saguinus midas, Saguinus nigricollis, Saguinus mystax, Saguinus bicolor, Saguinus oedipus são consideradas como espécies propriamente ditas por muitos autores.

### Espécies
- Gênero Saguinus
  - Grupo S. midas
    - Sagui-de-mãos-amarelas, Saguinus midas
    - Saguinus niger

  - Grupo S. nigricollis
    - Saguinus nigricollis
      - Saguinus nigricollis nigricollis
      - Saguinus nigricollis hernandezi

    - Saguinus graellsi
    - Saguinus fuscicollis
      - Saguinus fuscicollis fuscicollis
      - Saguinus fuscicollis nigrifrons
      - Saguinus fuscicollis illigeri
      - Saguinus fuscicollis leucogenys
      - Saguinus fuscicollis lagonotus
      - Saguinus fuscicollis fuscus
      - Saguinus fuscicollis avilapiresi
      - Saguinus fuscicollis weddelli
      - Saguinus fuscicollis cruzlimai
      - Saguinus fuscicollis primitivus
      - Saguinus fuscicollis mura

    - Saguinus melanoleucus
    - Saguinus tripartitus

  - Grupo S. mystax
    - Sagui-de-bigode, Saguinus mystax
      - Saguinus mystax mystax
      - Saguinus mystax pluto

    - Saguinus pileatus
    - Saguinus labiatus
    - Sagui-imperador, Saguinus imperator

  - Grupo S. bicolor
    - Soim-de-coleira, Saguinus bicolor
    - Saguinus martinsi
      - Saguinus martinsi martinsi
      - Saguinus martinsi ochraceus

  - Grupo S. oedipus
    - Saguinus oedipus
    - Saguinus geoffroyi
    - Saguinus leucopus

  - Grupo S. inustus
    - Saguinus inustus

## Distribuição Geográfica e Habitat
As espécies do gênero são típicas do norte da América do Sul, e o único representante da subfamília Callitrichinae que vive na América Central é desse gênero. São primatas das florestas tropicais da Amazônia, não sendo conhecido espécies que habitam áreas abertas.